# 杰克逊县 (俄克拉何马州)
傑克遜縣（英語：Jackson County）是位於美國奧克拉荷馬州西南部的一個縣，南鄰。面積2,083平方公里，根據美國2000年人口普查數字，共有人口28,439人。縣治阿爾特斯 (Altus)。
成立於1896年5月4日成為奧克拉荷馬準州的一部分。縣名紀念美利堅聯盟國將領石牆傑克森。